# Andrew Fletcher
Andrew John Leonard Fletcher (Nottingham, 8 de juliol de 1961 - Londres, 26 de maig de 2022), conegut popularment com a «Fletch», fou un músic anglès més conegut com un membre fundador de Depeche Mode i el seu teclista durant tota la seva trajectòria.

## Biografia
Va néixer a Nottingham però la seva família es va traslladar a Basildon (Essex) quan tenia dos anys. És fill de John i Joy Fletcher, que eren enginyer i mestressa de casa respectivament, i el germà gran de quatre (Karen, Susan i Simon). A l'escola va coincidir amb Martin Gore. D'adolescent va assistir a una organització de joventut cristiana, on va conèixer Vince Clarke. Va ser en aquesta que es va començar a interessar per la música començant per la guitarra.
Fletcher es va casar amb la seva xicota de molts anys Gráinne Mullan en el 16 de gener de 1991. La parella va tenir dos fills, Meghan i Joe. Durant la dècada dels 90 va adquirir un restaurant anomenat "Gascogne" al districte de St John's Wood de Londres.

## Carrera musical

### Depeche Mode
El 1976 va formar amb el seu company de classe Vince Clarke un duet anomenat "No Romance in China", sense aconseguir res. Després Clarke va formar precisament amb Martin Gore un nou grup anomenat "French Look" al qual Fletcher es reincorporarà el 1979 per formar el trio "Composition of Sound" que després amb l'entrada del cantant David Gahan, va canviar el seu nom a l'actual Depeche Mode. Clarke va abandonar la banda poc després de la publicació del seu treball de debut Speak & Spell (1981). A la fi de 1982, el músic i productor es va unir a la banda per preparar ja el tercer àlbum d'estudi, i va romandre en la formació fins al 1995, que ja quedà definitivament en format trio.
Malgrat ser el teclista de la banda, Andrew Fletcher mai va tenir un talent especial per a la música, només la seva amistat incondicional amb Martin Gore, per la qual cosa al principi es va dedicar a fer un seguiment del que van aconseguir, sent gairebé gerent del grup en els seus primers anys fins que en Jonathan Kessler va ocupar el seu lloc el 1986. Curiosament, Fletcher va ser el primer membre del grup que va dur a terme un projecte en solitari el 1984 durant el rodatge de Some Great Reward quan va gravar el seu àlbum Toast Hawaii en què en Martin Gore i n'Alan Wilder van col·laborar tocant el piano. L'àlbum consistia en covers de cançons diferents i era més una broma que un àlbum en solitari intent real, el registre es va trobar amb poc potencial comercial i fins i tot va arribar a publicar el que ara és un material rar molt difícil de trobar.
A poc a poc, la seva relació amb Wilder es va anar deteriorant perquè sempre constantment li retreia que Fletcher no aportava res al grup. És de suposar que tots dos haurien tingut una discussió pujada de to, que fins i tot haurien arribat a les mans, abans d'un concert a Salt Lake City durant el Tour for the Masses.
El 1990 es va absentar just abans d'acabar el seu àlbum d'aquest any, Violator (1994), quan la gira Devotional Tour es va estendre a Amèrica del Sud, Canadà i els Estats Units com Exotic Tour, a causa d'un atac de nervis Fletcher va deixar la banda i en Daryl Bamonte es va haver de col·locar al seu lloc per a concloure la gira.
Alan Wilder va deixar la banda el 1995, i van entrar en la pitjor crisi que havia tingut fins a aquest moment; es va parlar molt de la possible dissolució de Depeche Mode. Tanmateix, el mateix Fletcher va reunir-se amb Gore per començar a treballar en un nou àlbum durant el 1996. Van pensar molt seriosament a prescindir de Gahan que semblava irremeiablement immers en la seva addicció a les drogues, però la presència de Fletcher va resultar ser el factor d'unitat que va tirar endavant el grup.
Durant anys, el paper de Fletcher en el grup ha estat una font de confusió, fins i tot entre els seus propis partidaris. De fet, el seu paper en Depeche Mode és gravar les parts de baix, que es toquen en concert des del sintetitzador. En el vídeo promocional "It's No Good" (1997) fa una referència a això, en Fletcher apareix com a baixista. Sovint es parla que Gore és un músic talentós amb problemes i Gahan és un bon cantant amb molts més problemes, però amb Fletcher fan un grup. Realitzar el paper d'intermediari entre Gore i Gahan, l'element que "desempata" en els conflictes i el que manté el grup unit. Com que Depeche Mode no ha tingut sempre un mànager permanent, Fletcher ha realitzat en moltes ocasions aquestes tasques empresarials, legals i no tan relacionades amb la música. Amb els pas dels anys ha adquirit un paper de portaveu de la banda per donar entrevistes, fer tasques de promoció, i per anunciar detalls dels nous treballs i les gires. És l'únic membre que ha format part de Depeche Mode que no apareix en els crèdits com a compositor de cap cançó. Tampoc apareix com a cantant principal de cap cançó però per contra, participa amb les veus addicionals en la majoria d'elles tan a l'estudi com als directes.
És coneguda la seva mala relació amb Alan Wilder, però en canvi manté una estreta amistat amb Vince Clarke. El 17 de febrer 2010, en un concert a Londres va aparèixer sense avisar Wilder per a tocar amb Martin Gore "Somebody", en abandonar l'escenari, Fletcher i Wilder es van trobar en el camí i es van abraçar per a conciliar aquesta molt vella enemistat mai publicitada.

### Toast Hawaii
El músic anglès va enregistrar un àlbum en solitari durant les sessions de gravació de Some Great Reward (1984) a Berlín. Aquest es titulà Toast Hawaii en referència a les postres homònimes que Fletcher tenia com a plat favorit en la cafeteria dels estudis Hansa Tonstudio. Totes les cançons d'aquest treball són versions d'altres en les quals Fletcher fa de veu principal, i també hi col·labora Alan Wilder i Martin Gore. Precisament aquests dos van presentar l'àlbum a Daniel Miller de la discogràfica Mute Records, quan en realitat es tractava d'un àlbum en solitari de broma.

### Altres
El 2002 va fundar el seu propi segell discogràfic especialitzat en la promoció de la música electrònica, Toast Hawaii, del qual va sorgir el duo Client. Tanmateix, aquesta banda va abandonar el segell el 2006 i Toast Hawaii va caure en la pràctica inactivitat.

## Discografia
- Toast Hawaii (àlbum en solitari)